# كريتيان دي تروا
كريتيان دي ترويس (بالفرنسية: Chrétien de Troyes) هو شاعر فرنسي ازدهر وشاع اسمه في أواخر القرن الثاني عشر الميلادي. ولا يعرف سوى القليل عن حياته، لكن يعتقدأنه أصله من المدينة الفرنسية تروا أو على الأقل يرتبط ارتباطاً وثيقاً معها، وبين عامي 1160 و 1172 للميلاد خدم في بلاط ماري الفرنسية كونتيسة الشمبانيا، أبنة إليانور آكيتيان ربما كموظف في الجيش (كما تكهنت غاستون باريس)  عمله على المواضيع الآرثرية يمثل ما يعتبر من أفضل أدب القرون الوسطى. وقد شوهد استخدامه لهيكلية السرد وبخاصة في يفاين وفارس الأسد الرواية الرومانسية التي تم تصنيفها كخطوة نحو الرواية الحديثة.

## وصلات خارجية
- كريتيان دي تروا على موقع IMDb (الإنجليزية)
- كريتيان دي تروا على موقع الموسوعة البريطانية (الإنجليزية)
- كريتيان دي تروا على موقع ميوزك برينز (الإنجليزية)
- كريتيان دي تروا على موقع إن إن دي بي (الإنجليزية)
- كريتيان دي تروا على موقع ديسكوغز (الإنجليزية)
- كريتيان دي تروا على موقع قاعدة بيانات الفيلم (الإنجليزية)